# The Moochies
The Moochies is een videospel voor de platforms Commodore Amiga. Het spel werd uitgebracht in 1991. 